# Ishikawa Toyonobu
En aquest nom japonès, el cognom és Ishikawa.
Ishikawa Toyonobu (石川豊信, 1711-1785) va ser un xilografista japonès de l'estil ukiyo-e. De vegades s'ha dit que era la mateixa persona que Nishimura Shigenobu, un artista ukiyo-e contemporani i alumne de Nishimura Shigenaga, de qui se'n sap ben poc.
Deixeble de Nishimura Shigenaga, Toyonobu va produir molts "gravats de laca" (urushi-e) monocroms que també reflectien la influència d'Okumura Masanobu. Molts d'aquests gravats eren yakusha-e (gravats d'actors) i bijinga (imatges de dones boniques), incloent imatges de cortesanes dretes, les cares de les quals expressaven una impassibilitat típica dels treballs de l'escola Kaigetsudo.
Toyonobu també va experimentar amb les formes semi-nues, quelcom que els seus principals predecessors també van fer, però mai se'n va sortir a desenvolupar-ho fins a una tendència o subgènere dins de l'ukiyo-e. L'historiador de l'art Richard Lane assenyala que aquestes imatges, representant a dones amb la meitat superior del kimono oberta i abaixada per revelar el seu pit, pretenien ser suggerents i eròtiques, i no eren la "glorificació de la forma humana que trobem a l'art grec."
Més avançada la seva carrera, Toyonobu es va convertir en un dels productors líders de gravats de color, sobretot benizuri-e, però va deixar de produir ukiyo-e poc després que Suzuki Harunobu comencés a fer gravats a tot color (nishiki-e) el 1765.
Va tenir un deixeble notable, Ishikawa Toyomasa, a qui es coneix principalment per les seves representacions de nens jugant, i que podria haver estat fill de Toyonobu.